# Love Me Not
Love Me Not (사랑따윈 필요없어 Sarang ddawin piryo eopseo, literalmente, "El amor y la felicidad no es necesario".) película de Corea del Sur dirigida por Lee Cheol-ha en el año 2006

## Argumento
Julian ha vivido con el dinero que le atrae de sus ricos clientes femeninos. Pero ahora se enfrenta a deudas usureras de una expansión apresurada de su negocio, y lo matarán a menos que borra la deuda en un mes. La única manera de salvarse es fingir ser el hermano perdido de una heredera y matarla para obtener su enorme fortuna. Min, la heredera ciega, de corazón frío como Julián, lentamente ella se abre a él, y él, también, se enamora de ella. Pero Julian tiene que pagar a su acreedor y lo que lo hace peor para él es que la enfermedad que tuvo la visión de Min recaída, amenazando su vida. Esta historia da un giro terrible cuando Julian se convierte en culpable y afligido por la culpa. Los momentos del amor irónico e inocente cambiaran su corazón.

## Reparto
- Moon Geun-young
- Kim Joo-hyuk
- Lee Je-no
- Jo Jae-yoon como Geun-son
- Choi Sung-ho
- Jin Goo
- Seo Hyun-jin